# Apostolisches Vikariat Mitú

Wappen

Das Apostolische Vikariat Mitú (lat.: Apostolicus Vicariatus Mituensis) ist ein in Kolumbien gelegenes römisch-katholisches Apostolisches Vikariat mit Sitz in Mitú.

## Geschichte
Papst Pius XII. gründete am 9. Juni 1949 die Apostolische Präfektur Mitú aus Gebietsabtretungen des Apostolischen Vikariats Los Llanos de San Martín. Einen Teil ihres Gebietes verlor sie am 19. Januar 1989 an das Apostolische Vikariat San José del Guaviare. Am 19. Juni 1989 wurde sie zum Apostolischen Vikariat Mitú-Puerto Inírida erhoben. Einen Teil seines Gebietes verlor sie am 30. November 1996 an das Apostolische Vikariat Inírida

## Ordinarien

### Apostolische Präfekte von Mitú
- Gerardo Valencia Cano MXY (19. Juli 1949 – 24. März 1953, dann Apostolischer Vikar von Buenaventura)
- Heriberto Correa Yepes MXY (11. November 1953-Dezember 1966, zurückgetreten)
- Belarmino Correa Yepes MXY (30. Oktober 1967 – 19. Januar 1989, dann Apostolischer Vikar von San José del Guaviare)

### Apostolischer Vikar von Mitú-Puerto Inírida/Mitú
- José Gustavo Angel Ramírez MXY (19. Juni 1989 – 17. September 2009)
- Damián Electo Chavarría Carvajal (Pro-Vikar bis 23. November 2013)
- Medardo de Jesús Henao del Río MXY (23. November 2013)